# Christel i Eckhard Wehage

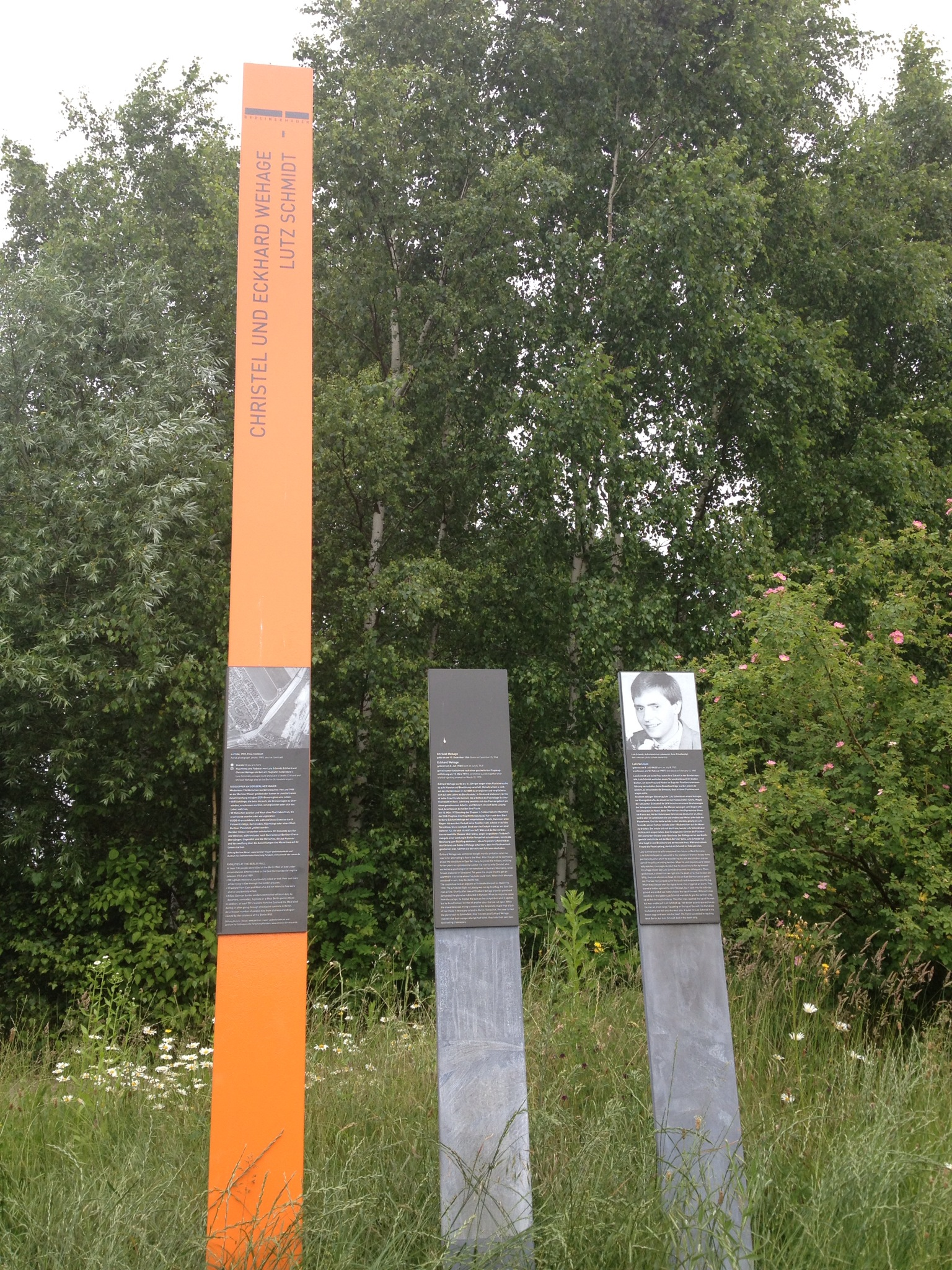
Pomnik upamiętniający Christel i Eckharda Wehage oraz Lutza Schmidta w Altglienicke

Christel i Eckhard Wehage (Christel Wehage: ur. 15 grudnia 1946 w Wolmirstedt; Eckhard Wehage: ur. 8 lipca 1948 w Berßel k. Osterwieck; oboje zm. 10 marca 1970 w Berlinie) – wschodnioniemieckie małżeństwo, które zmarło śmiercią samobójczą po nieudanej próbie uprowadzenia samolotu w celu ucieczki do RFN. Zaliczani są do ofiar śmiertelnych związanych z istnieniem Muru Berlińskiego.

## Okoliczności ucieczki i śmierci

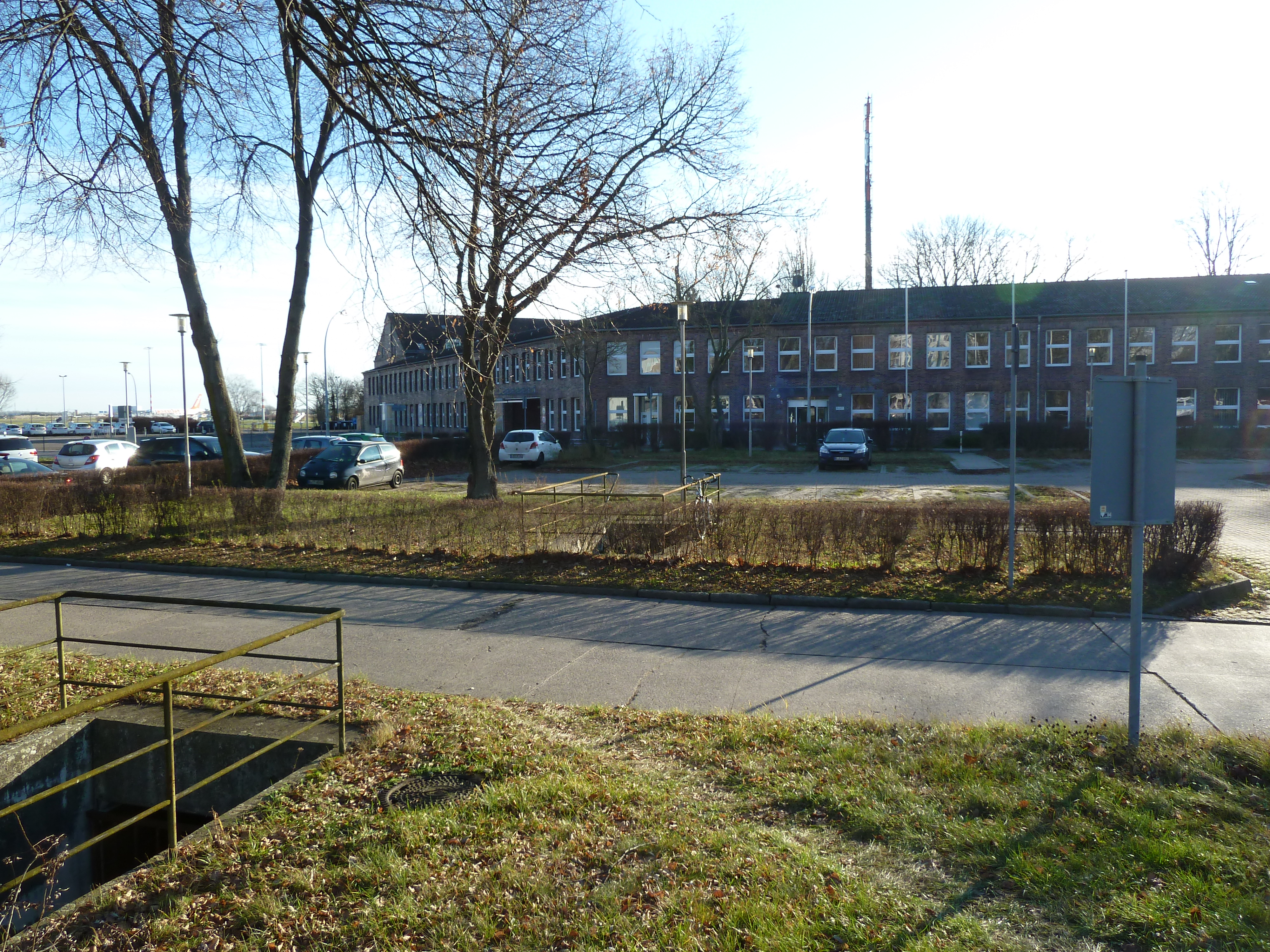
Budynek dawnego hotelu Mitropa Flughafen Schönefeld, w którym małżeństwo spędziło ostatnią noc przed śmiercią

An-24 na wschodnioniemieckim znaczku pocztowym

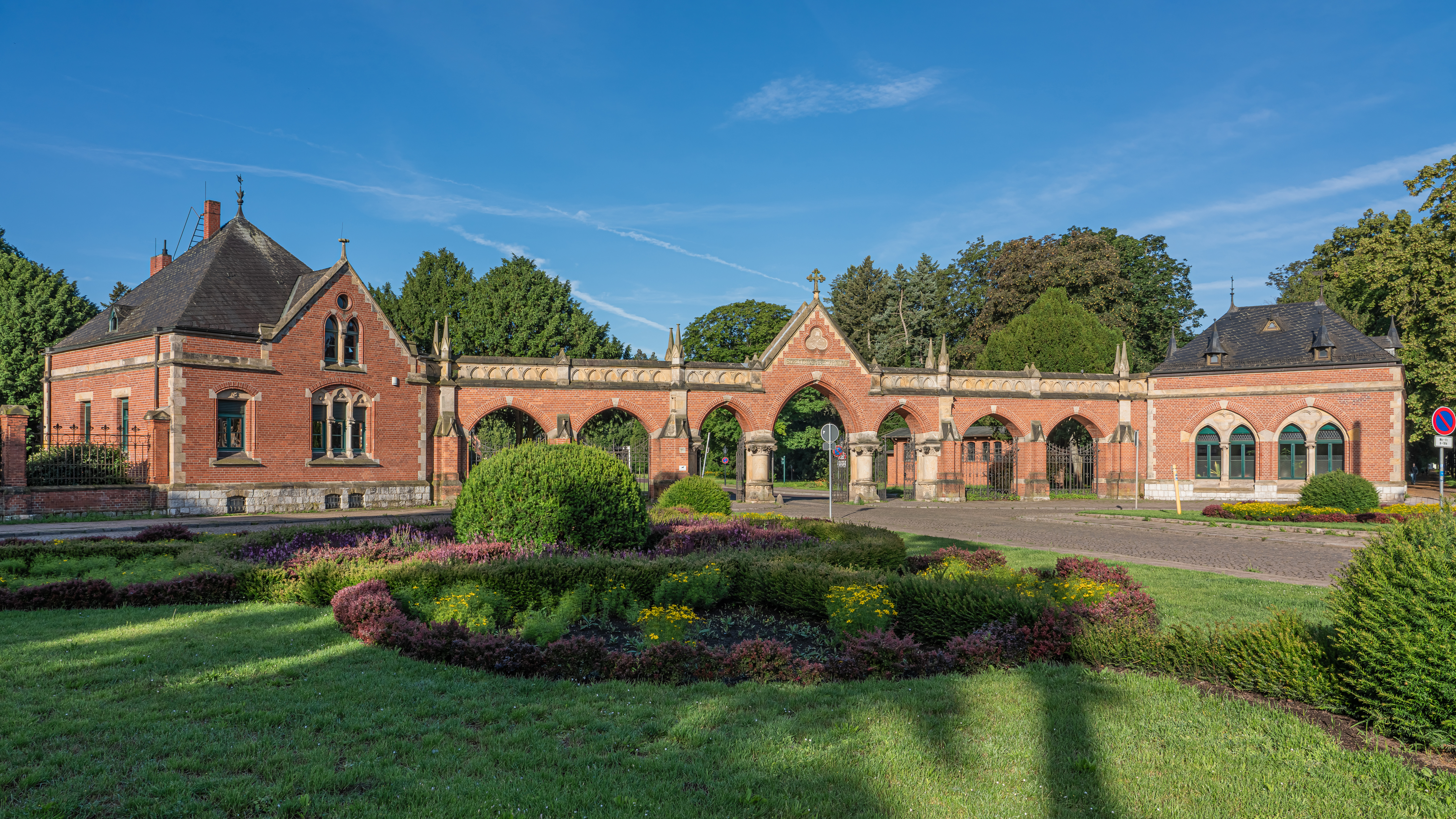
Główne wejście do Westfriedhof w Magdeburgu, Niemcy; to tutaj pochowani są Christel i Eckhard Wehage.

Urodzony w Berßel k. Osterwieck Eckhard Wehage już w wieku 15 lat podjął kilka prób ucieczki do Niemiec Zachodnich. Zarówno pierwsza przez Morze Bałtyckie przy pomocy łodzi, jak i kolejna poprzez terytorium Czechosłowacji zakończyły się niepowodzeniem, w związku z czym skazany został pod zarzutem ucieczki z kraju (Republikflucht) na karę ośmiu miesięcy pozbawienia wolności w zawieszeniu. W 1967 r. został żołnierzem Volksmarine zobowiązując się do zawodowej służby wojskowej na okres 10 lat. Przydzielony do bazy marynarki NRD w Stralsundzie pełnił służbę na stawiaczu min oraz awansował do stopnia starszego bosmana. W latach służby poślubił również poznaną w międzyczasie i pochodzącą z okolic Magdeburga psychoterapeutkę Christel Zinke. Wobec licznych trudności materialnych, jak i problemów mieszkaniowych przekładających się na przeszkody w planowaniu potomstwa, zdesperowani małżonkowie zdecydowali się w 1970 r. na ucieczkę z NRD.
Spotkawszy się dzień wcześniej w Berlinie Wschodnim i wynajmując pokój w hotelu przy lotnisku Schönefeld, 10 marca 1970 r. o godz. 8.00 para udała się wraz z 15 dalszymi pasażerami na pokład należącego do linii Interflug samolotu An-24 lecącego do Lipska. Uzbrojeni w ukradziony wcześniej przez Eckharda Wehage pistolet typu Makarow krótko po starcie zagrozili jednej ze stewardes postrzeleniem, po czym wymusili lot do Hanoweru. Pilotom udało się jednak zablokować drzwi do kokpitu oraz zawiadomić służby bezpieczeństwa. Próby otwarcia kabiny przez przestrzelenie zamka nie przyniosły rezultatu. Po ogłoszeniu lądowania awaryjnego na zachodnioberlińskim lotnisku Tempelhof pod pozorem braku paliwa, załodze udało się skierować maszynę bez wiedzy porywaczy z powrotem w kierunku Schönefeld. Dowiedziawszy się o powrotnym lądowaniu na tymże lotnisku małżonkowie popełnili przy pomocy posiadanego pistoletu samobójstwo.

## Następstwa
Ministerstwo Bezpieczeństwa Państwowego NRD zatuszowało przyczynę śmierci małżonków podając jako oficjalną jej wersję wypadek samochodowy podczas podróży do Rostocku. Rodziców ofiar poddano inwigilacji, zwłoki pochowano po uprzednim skremowaniu na jednym z cmentarzy Magdeburga. Członkowie załogi uprowadzonego samolotu otrzymali z rąk ministra bezpieczeństwa Ericha Mielke złote odznaki zasług NVA, na wniosek ministerstwa uhonorowano ich także nagrodami rzeczowymi. Po zjednoczeniu Niemiec zaliczono małżonków do ofiar śmiertelnych związanych z istnieniem Muru Berlińskiego i odpowiednio do tego upamiętniono stelą w dzielnicy Altglienicke oraz „okienkami” w mauzoleum Gedenkstätte Berliner Mauer przy ulicy Bernauer Straße.